# رحم اجاره‌ای

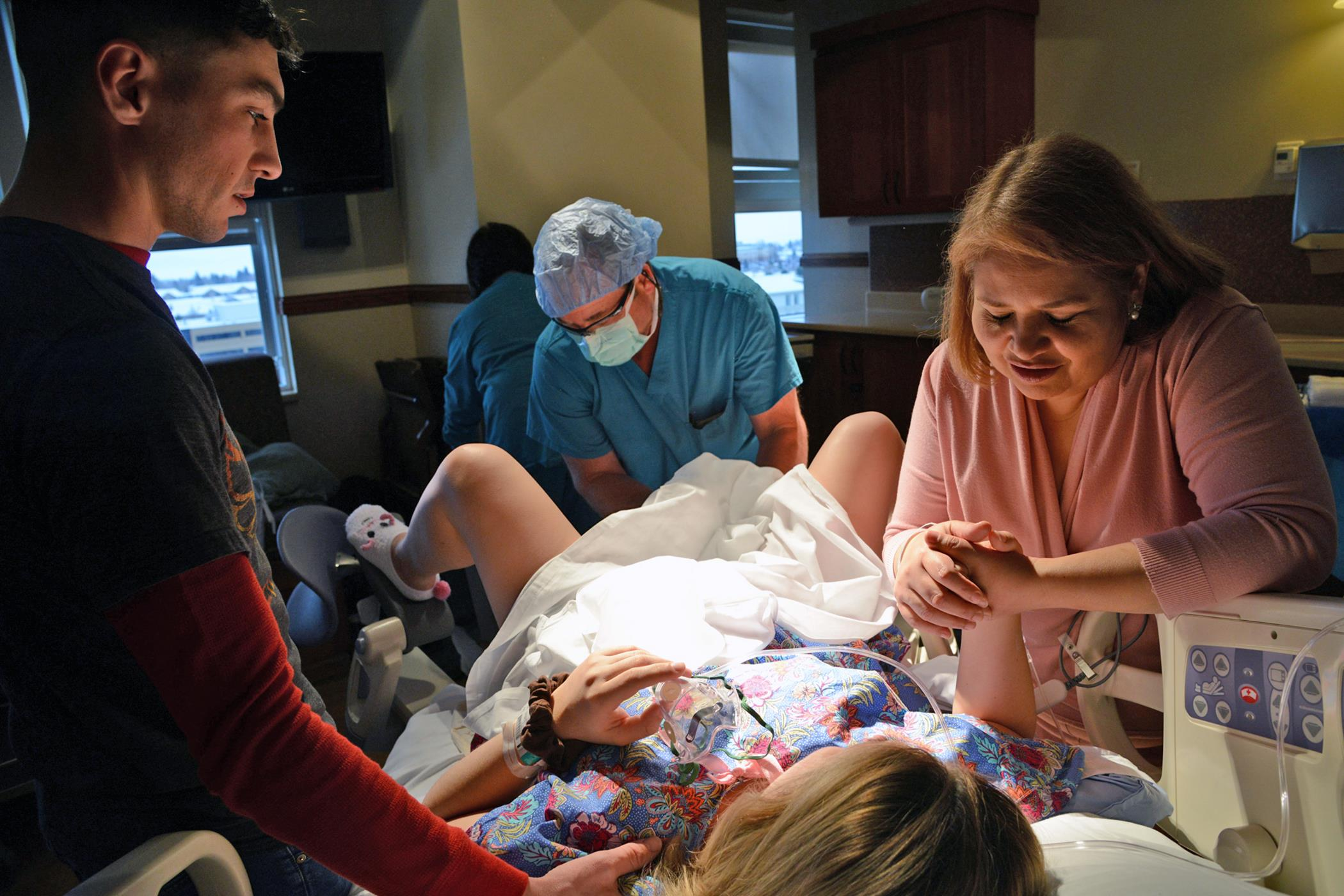
والدینی که در کنار تولد فرزندشان توسط یک نفر دیگر حضور دارد

رحم اجاره‌ای یا مادر جایگزین روشی است که در آن یک زن (مادر جایگزین) فرزند زوجی را که به روش‌های معمول قادر به بچه‌دار شدن نیستند، در رحم خود حمل می‌کند (معمولاً به این دلیل که یکی از زوج‌ها نابارور است). این روش به‌طور سنتی به این گونه انجام می‌شود که نخست سلول تخم مادر واقعی و اسپرم پدر را به روش لقاح مصنوعی بارور می‌کنند و سپس حاصل (رویان) را به روش درون‌کاشت مصنوعی در داخل رحم مادر جایگزین قرار می‌دهند. در این روش مادر جایگزین تنها نقش پرورش‌دهندهٔ نوزاد را داشته و معمولاً پس از زایمان تمام حقوق سرپرستی فرزند را به والدین اصلی آن واگذار می‌کند اما این امر مهم نیازمند اقدامات قانونی است.

## در ایران
رحم اجاره‌ای از بیش از یک دههٔ گذشته در ایران انجام می‌شود که به دلیل وجود خلأ قانونی با مشکلاتی روبه‌روست. مادران جایگزین معمولاً مبلغی را دریافت می‌کنند که به دلیل نبود نظارت کافی گاهی بسیار بالا می‌باشد.

## در میان زوج‌های همجنس‌گرا
رحم اجاره‌ای روشی مناسب برای بچه‌دارشدن در میان زوج‌های همجنس‌گرای مرد است. به‌عنوان نمونه نیل پاتریک هریس و دیوید بورتکا با این روش صاحب فرزند شدند.